# Cool TV
Cool TV este un canal de televiziune în Ungaria, deținut de RTL Group. A fost lansat ca m+ din 15 septembrie 2003, dar un an mai târziu, a fost relansat ca Cool TV din 4 septembrie 2004. La 1 decembrie 2014 la ora 09:00, Cool TV și-a schimbat grafica, dar mai mult reîmprospătând logo-ul din 2004. Din 1 ianuarie 2015 sediile sunt relocate în Kirchberg, Luxemburg.